# Ferrari 225 S
De Ferrari 225 S is een sportwagen van het Italiaanse automerk Ferrari.
In 1952 begon men met het bouwen de 225 S (sport) met een V12-motor.